# 平班水电站
平班水电站位于中国广西壮族自治区隆林各族自治县与贵州省册亨县交界的南盘江上，上距天生桥二级水电站坝址约50公里。电站于2002年12月开工建设，2003年大江截流，2004年12月并网发电，2005年电站的三台机组全部投产。
电站大坝为混凝土重力坝，最大坝高62.2米，坝顶总长395.5米。电站总装机容量40.5万千瓦，平均年发电量16.03亿千瓦时。电站水库具有日调节能力，正常蓄水位440米，总库容2.78亿立方米。电站目前由中国大唐集团广西平班水电开发有限公司负责运行管理。